# .38 Super
O .38 Super, também conhecido como .38 Superauto ou .38 Super Auto, é um cartucho de pistola que dispara uma bala de .356 polegadas de diâmetro (9,04 mm). Ele foi introduzido no final da década de 1920 como um cartucho de pressão mais alta que a do .38 ACP, que também é conhecido como .38 Auto. O cartucho mais antigo .38 ACP impulsiona uma bala de 130 grãos (8,4 g) a 1.050 pés/s (320,0 m/s), enquanto o .38 Super impulsiona a mesma bala a 1.215 pés/s (370,3 m/s). O .38 Super ganhou destaque por ter sido o calibre escolhido por muitos competidores de tiro prático de ponta; continua a ser um dos calibres dominantes na competição de IPSC.

## Projeto
O cartucho .38 Super foi projetado para uso na pistola M1911 e foi capaz de penetrar em armaduras corporais  e carrocerias de automóveis do final dos anos 1920. Quando o .357 Magnum foi lançado em 1934, essa vantagem do .38 Super não era mais suficiente para atrair departamentos de polícia e oficiais adeptos do tradicional revólver.
O .38 Super mantém as dimensões originais do estojo do .38 ACP. O cartucho foi originalmente projetado para um headspace a partir do semi-aro, que funcionou no Colt M1900 devido ao design da rampa de alimentação. Quando o .38 Auto se tornou o .38 Super, no 1911A1, a rampa de alimentação não podia mais ser usada como suporte do aro. Como resultado disso, a precisão observada do .38 Super sofreu até que Irv Stone da fabricante de canos Bar-Sto redesenhou a câmara para permitir o headspace máximo na boca do estojo. Desde então, todas as novas pistolas em .38 Super têm headspace medido na boca do estojo, como acontece com outros cartuchos desta classe. O estojo de semi-aro é conhecido por causar problemas de alimentação em alguns carregadores, especialmente carregadores bifilares, e levou ao desenvolvimento de novas variantes com bordas reduzidas (normalmente apenas 0,003 polegada nas laterais).
Em 1974, a indústria adicionou o "headstamp" +P ao .38 Super para distingui-lo ainda mais do .38 ACP de baixa pressão. A maioria dos fabricantes de munições atuais rotula a munição para o Super como ".38 Super +P".

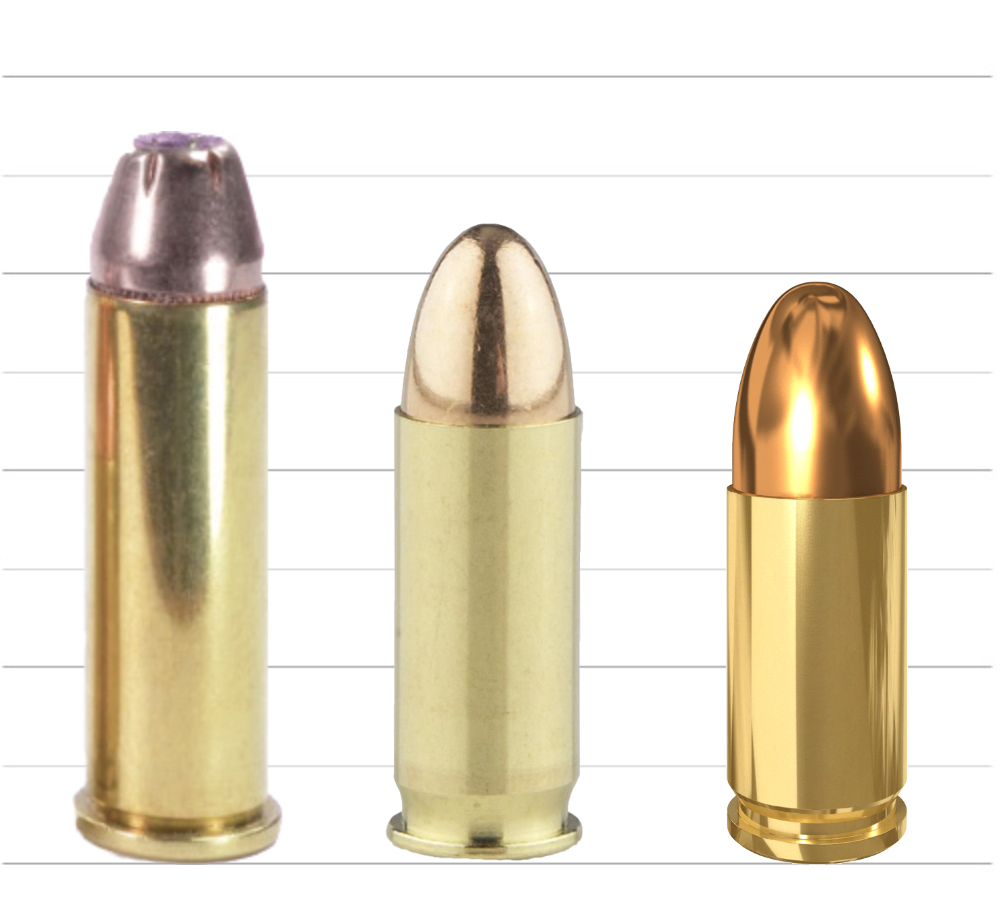
Comparação do .38 Special, .38 super (centro) e 9 mm Luger.

Visto que o .38 Super é dimensionalmente igual ao .38 ACP, uma condição insegura pode ser causada pelo disparo de cartuchos .38 Super em uma arma de fogo projetada para pressão muito mais baixa .38 ACP. A fraqueza, no Colt M1900, no Colt M1902 e outros derivados desse design, vem da borda de montagem na frente do slide. Se a borda sair do lugar, ou se o slide rachar na borda, o slide pode sair da parte traseira do quadro quando disparado. O M1911 e o M1911A1, com um slide sólido na frente, não sofrem desse problema.
O .38 Super Auto possui maior potência que o 9mm Parabellum, devido às maiores dimensões do cartucho, pode ser carregado com maior quantidade de pólvora, disparando projéteis a maiores velocidades e em pressões internas mais baixas.
Além de pistolas semiautomáticas, um pequeno número de submetralhadoras foram projetadas para disparar esse calibre, incluindo a Ingram Model 6 e a Thompson.

## Dimensões
A taxa de torção de estriamento comum para este cartucho é 1 em 16 pol. (406 mm), 6 ranhuras, ø terras = 0,346 pol., Ø ranhuras = 0,355 pol., Largura da superfície = 0,12 mm e o tipo de espoleta é o "small pistol". Tanto o "Sporting Arms and Ammunition Manufacturers' Institute" (SAAMI) quanto a "Commission Internationale Permanente pour l'Epreuve des Armes à Feu Portatives" (C.I.P.) especificam um diâmetro de bala de 0,356 polegadas (9,04 mm).
De acordo com o C.I.P. oficial diretrizes, o case .38 Super pode suportar pressão piezo de até 230 MPa (33.359 psi). Em C.I.P. países regulamentados, cada combinação de cartuchos de pistola deve ser à prova de 130% desse C.I.P. pressão para ser certificado para venda aos consumidores.
O limite de pressão SAAMI para .38 ACP ou .38 Auto é definido em 26.500 psi (182,72 MPa), pressão piezo. O limite de pressão SAAMI para .38 Super +P é definido em 36.500 psi (251,66 MPa), pressão piezo.
O C.I.P. e SAAMI especificado .38 Super (+ P) utiliza um estojo semi-aro.

## Variante sem aro

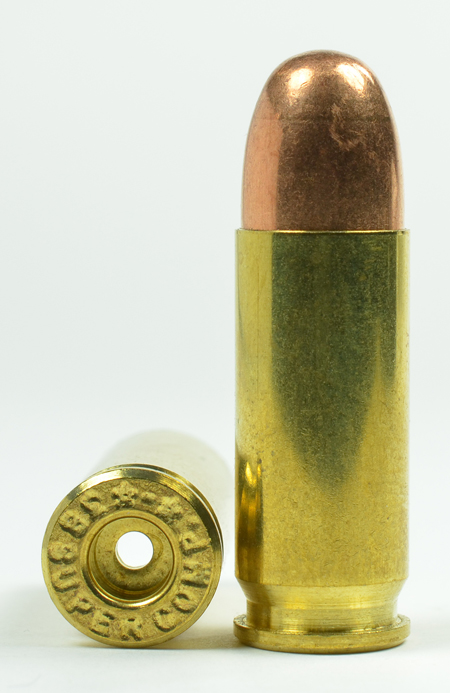
Variante sem aro
"Starline 38 Super Comp".

Nos últimos anos, estojos como o .38 Super Comp, .38 Super Lapua, .38 Super RL (Armscor) e .38 TJ (.38 Todd Jarrett) tornaram-se disponíveis, transformando o .38 Super em um cartucho quase sem aro. Esses estojos "sem aro" são um tanto inadequados, devido ao aro não manter o mesmo diâmetro da parede do estojo logo à frente da ranhura do extrator. Um exemplo comum é o caso do .38 Super Comp, que tem um semi-aro que se estende apenas .003 – .004 polegadas de cada lado, em comparação com o padrão .38 Super que tem .007 – .009 polegadas de cada lado. 
A principal razão para o desenvolvimento de novos estojos foi devido ao estojo .38 Super de semi-aro, nem sempre ser alimentado de forma confiável a partir de carregadores bifilares usadas em várias pistolas semiautomáticas populares em esportes de tiro prático, como a "United States Practical Shooting Association" (USPSA) ou a "International Practical Shooting Confederation" (IPSC). Os estojos quase sem aro melhoram a confiabilidade da alimentação nessas pistolas, mas são destinadas ao uso em armas de fogo que deixam espaço na boca da caixa. Outras melhorias encontradas em alguns desses casos são as ranhuras do extrator modificadas e o aumento da espessura nas peças-chave do latão para cargas de alta pressão.

## Performance
Por causa de seu maior volume de estojo, que permite mais pólvora sem fumaça e resulta em velocidades de boca mais altas em níveis de pressão semelhantes, o .38 Super oferece maior potencial de velocidade de bala do que o 9x19mm Parabellum quando usado em recarga manual e em alguns carregamentos de defesa. O 9x19mm Parabellum é, no entanto, aprovado para cargas de pressão + P mais altas pela SAAMI e pela C.I.P., o que compensa grande parte da diferença de volume do estojo na munição carregada de fábrica. O .38 Super é geralmente considerado um cartucho bem balanceado com trajetória plana, boa precisão e energia de boca relativamente alta; a maioria dos carregamentos tem maior energia de boca do que muitos carregamentos de 0,45 ACP carregados de fábrica.

### Velocidade de saída
- 7.5 g (115 Grain): 425 m/s: 1395 ft/s
- 8.0 g (124 Grain): 410 m/s: 1346 ft/s

A Cor-Bon/Glaser oferece o .38 Super +P em várias cargas de estilo de autodefesa de potência total com velocidades anunciadas, como 115 gr 1.425 pés/s (434 m/s) e 125 gr 1.350 pés/s (410 m/s). Testes com munições de outros fabricantes, aumentam a velocidade padrão apenas entre 25 pés/s (7,6 m/s) e 50 pés/s (15 m/s) em média.

## Utilização
O .38 Super fez um retorno nas pistolas de tiro esportivas IPSC e USPSA, especialmente quando equipado com um compensador, porque excede o limite do fator de potência para ser considerado uma carga "principal", embora tenha um recuo muito mais gerenciável do que o .45 ACP. Parte da redução do recuo se deve ao uso de balas mais leves, mas a principal causa é um compensador ou freio de boca. O compensador funciona desviando gases na boca do cano. Quanto maior for o volume do gás, ou quanto maior for a pressão, maior será a eficácia de um compensador. Como o .38 Super funciona com uma pressão de câmara mais alta do que o .45 ACP, um compensador terá mais efeito de redução de recuo.
O retorno começou no início dos anos 1980, quando Robbie Leatham e Brian Enos começaram a experimentar e competir com pistolas .38 Super em IPSC. Na época, os modelos 1911 single-stack em .45 ACP eram dominantes. Suas pistolas .38 Super continham mais um ou dois cartuchos simplesmente devido ao diâmetro menor do estojo. No entanto, a maior vantagem era o freio de boca, permitindo tiros de acompanhamento mais rápidos e, portanto, estágios mais rápidos e subseqüentes pontuações mais altas. Os competidores ainda usando pistolas .45 ACP tentaram manter o ritmo, adicionando compensadores e reduzindo o peso da bala, atingindo rapidamente o limite de 152-155 grãos. O .38 Super poderia ser carregado com uma bala tão leve quanto 115 grãos.
O uso de compensadores em competição é limitado à Divisão Aberta em IPSC e USPSA. As outras divisões ali não permitem seu uso, e a International Defensive Pistol Association (IDPA) não permite de forma alguma. Na falta de um compensador, um .38 Super, funcionando no máximo, sentiu o recuo muito parecido com o de um .45 ACP, e mais do que com o de um Parabellum de 9 mm.
Além de sua popularidade no tiro esportivo, a .38 Super +P é um dos cartuchos de pistola mais populares na América Latina devido às restrições locais à propriedade civil de armas de fogo compartimentadas para os cartuchos militares, como Parabellum 9mm e .45 ACP.
O .38 Super round recebeu mais publicidade por meio do single-action "Colt Combat Commander" e da estrutura leve de liga de alumínio "Colt Commander". Quando a Colt trocou o estoque do modelo da Série-70 para a Série-80, o modelo teve uma demanda menor. Um pequeno número de submetralhadoras .45 ACP também foram feitas em .38 Super, como a Ingram Model 6 e a submetralhadora Thompson. Uma variante da pistola automática do M1911 com câmara de calibre .38 Super também foi produzida por Hyman S. Lehman.
.38 Super também aparece no programa de televisão Nash Bridges, com o personagem titular da série, interpretado por Don Johnson, carregando uma pistola M1911 modificada para esse cartucho.
A balística do cartucho .38 Super +P foi aprimorada ao longo dos anos pelo uso de propelentes modernos. Desde o início dos anos 2000, a munição está disponível com velocidades superiores a 1.400 pés/s (430 m/s). Isso é impressionante para uma pistola semiautomática e é comparável ao .357 SIG. A munição também está sendo fabricada no moderno estilo de ponta oca com balística excelente para defesa pessoal. Um carregador de pilha única padrão em uma pistola semiautomática estilo 1911 comporta de nove a onze cartuchos, mais um na câmara. As pistolas de revista de pilha dupla neste cartucho comportam de quinze a dezoito cartuchos, mais um na câmara.
O .38 Super +P é muito popular na Austrália (em parte devido às leis de armas de fogo que proíbem o uso de calibres acima de .38 em IPSC) e na América Latina no que diz respeito ao tiro de competição e também está encontrando seu caminho de volta ao papel de cartucho para porte velado.

## Sinônimos
- .38 Colt Super Automatic
- .38 Super Auto
- .38 Super ACP
- .38 Super +P
- Super 38
- 9×23mmSR +P